# Gran Premio Comité Olímpico Nacional
El Gran Premio Comité Olímpico Nacional es una carrera ciclista profesional de un día que se realiza en Costa Rica.
La primera edición se corrió en 2018 siendo parte del UCI America Tour como competencia de categoría 1.2.

## Palmarés
| Año  | Ganador      | Segundo            | Tercero         |
| ---- | ------------ | ------------------ | --------------- |
| 2018 | Óscar Quiroz | Jonathan Cañaveral | Nicolás Paredes |

## Palmarés por países
| País     | Victorias |
| -------- | --------- |
| Colombia | 1         |

- Datos: Q59667366